# سولوسرای
سولوسرای {{ترکی|Sulusaray) یا چیفتلیک یک منطقهٔ مسکونی در ترکیه است که در استان توقات واقع شده‌است.
نام قدیم آن سباستوپولیس یا هراکلیوپولیس بوده است.